# Nürburgring
Le Nürburgring est un circuit automobile situé à Nürburg et dans les villages alentour dans la région d'Ahrweiler, en Allemagne. C'est l'un des circuits de sports mécaniques les plus célèbres au monde, à la fois par son histoire et par ses tracés multiples, notamment la célèbre Boucle Nord (« Nordschleife » en allemand) de plus de 20 kilomètres et considérée comme l'un des circuits les plus difficiles. Le Nürburgring a accueilli le Grand Prix automobile d'Allemagne de nombreuses fois avec plusieurs courses différentes, disputées d'abord sur la boucle nord, puis, à partir de 1984, sur un tracé spécialement conçu à cet effet, le Circuit Grand Prix (« Grand-Prix Strecke » en allemand).

## Histoire
Au milieu des années 1920, l'Allemagne est un des rares grands pays européens à ne pas être doté d'un circuit permanent, la France, l'Angleterre et l'Italie faisant alors figure d'exemples. Les autorités allemandes décident de la création d'un nouveau circuit destiné à accueillir les compétitions automobiles les plus prestigieuses et à permettre aux constructeurs automobiles de tester leurs dernières productions dans les conditions les plus extrêmes. La construction du Nürburgring débute le 27 septembre 1925 et le circuit est inauguré le 18 juin 1927.
Contrairement à la mode consistant à concevoir des circuits au développement réduit, les responsables du projet s'orientent vers la conception d'une piste de 28,265 km au cœur du massif de l'Eifel, à proximité du château de Nürburg. Alternant portions rapides et sinueuses, virages aveugles et reliefs vertigineux, le tracé tient autant d'une spéciale de rallye que d'un circuit classique. Le circuit peut être emprunté dans sa totalité mais également être divisé en deux portions distinctes, la Nordschleife, longue de 22,810 km et la Südschleife de 7,747 km. Les deux pistes partagent la ligne droite des stands.

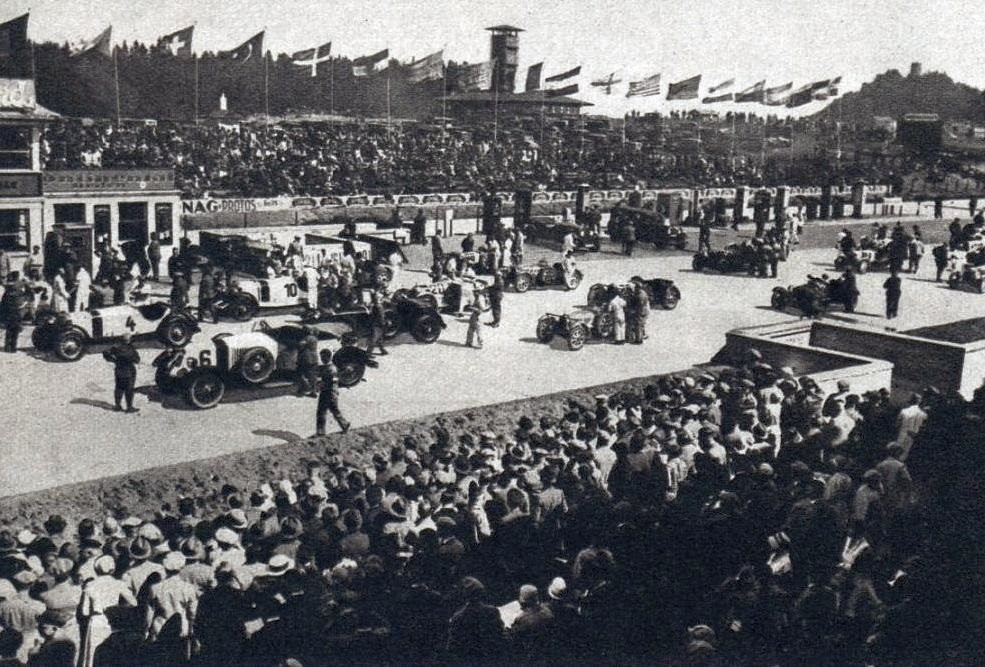
Départ du Grand Prix d'Allemagne 1929 au Nürburgring.

Le circuit complet est utilisé jusqu'en 1929, en compétition automobile comme en compétition moto. Rapidement, les épreuves mineures se cantonnent à la Südschleife tandis que les épreuves plus prestigieuses comme le Grand Prix d'Allemagne, empruntent la Nordschleife qui ne tarde pas à se bâtir la réputation de piste la plus sélective et la plus dangereuse du monde.
Durant les années 1930, la Nordschleife est le théâtre de duels au sommet opposant les industries automobiles allemandes et italiennes. Puis, au sortir de la Seconde Guerre mondiale, la Nordschleife retrouve les Grands Prix désormais organisés dans le cadre du championnat du monde de Formule 1. Le triple champion du monde Jackie Stewart avait l'habitude de déclarer : « Si un pilote vous dit qu'il n'a pas peur sur le Ring, il existe deux possibilités : soit il ment, soit il ne va pas assez vite pour comprendre ce qu'est le Ring. »
Progressivement, la Nordschleife accuse le poids des ans. Les mentalités évoluent, tant chez les pilotes que chez les spectateurs, sur les risques de la course automobile. Sous l'impulsion notamment de Jackie Stewart, les revendications des pilotes concernant la sécurité voient le jour. En 1970, le Nürburgring est boycotté par les pilotes, obligeant les organisateurs du Grand Prix d'Allemagne à déplacer leur épreuve sur le circuit d'Hockenheim. Après quelques aménagements, le Nürburgring fait son retour au championnat du monde de Formule 1 1971 mais reste en sursis compte tenu de l'évolution incessante des standards de sécurité imposés par les pilotes et par la Commission sportive internationale. En 1976, le champion du monde Niki Lauda est victime d'un grave accident dans le virage à gauche rapide précédant Bergwerk et ne doit la vie sauve qu'au courage de pilotes qui plongent dans le brasier pour le secourir.
Contrairement à une idée reçue, l'accident de Lauda n'est pas la cause de la disparition de la Nordschleife du calendrier du championnat du monde : le circuit n'a pas obtenu la prolongation de son homologation par la CSI au-delà de 1976, et avant-même l'accident de Lauda, il était prévu que l'édition 1976 soit la dernière à se tenir sur le tracé devenu anachronique en raison de l'évolution des performances des voitures, des impératifs de sécurité et des impératifs médiatiques (il est difficile de retransmettre à la télévision dans les meilleures conditions une épreuve disputée sur un tracé de plus de vingt kilomètres).

Ancien logo du Nürburgring

La Nordschleife n'est pas pour autant abandonnée car elle accueille pendant quelques années les 1 000 kilomètres du Nürburgring, épreuve phare du championnat du monde d'Endurance, jusqu'à la construction du nouveau circuit. En 1983, sur sa Porsche 956, Stefan Bellof établit le tour le plus rapide de la Nordschleife en 6 min 11 s 130. Aujourd'hui, la seule épreuve importante disputée sur la Nordschleife est celle des 24 Heures du Nürburgring, course extrêmement populaire où se mélangent des voitures de tous types (des puissantes GT jusqu'aux voitures de tourisme) et des pilotes de tous niveaux (du champion confirmé à l'amateur). Ces voitures, ces pilotes et ce public se retrouvent également toute l'année sur la Nordschleife pour le championnat VLN Langstreckenmeisterschaft Nürburgring qui se déroule intégralement sur ce circuit. En dehors des compétitions officielles, la Nordschleife est ouverte au public moyennant finances.

### Grand-Prix-Strecke
Au début des années 1980, à proximité du vieux Nürburgring, un nouveau circuit adapté à la Formule 1 moderne est construit. Le tracé accueille le Grand Prix d'Europe en 1984, en 1995 et 1996, puis de 1999 à 2007 ; le Grand Prix d'Allemagne en 1985, 2009, 2011 et 2013 ; le Grand Prix du Luxembourg en 1997 et 1998.
En 2002, la première chicane disparaît au profit d'un enchaînement de virages plus lents avec notamment un virage en épingle à droite au bout de la ligne droite des stands, baptisé « Haug-Haken »  du nom du vice-président de Mercedes-Benz Motorsport Norbert Haug, dans le but de créer de nouvelles opportunités de dépassements et ainsi améliorer le spectacle en piste. Le « S » Audi est rebaptisé « S Schumacher » en 2007.
Après un accord signé avec l'Automobile Club d'Allemagne (AvD) quant à l'utilisation du titre « Grand Prix d'Allemagne » – faute d'entente, l'épreuve 2007 conservera néanmoins le titre de « Grand Prix d'Europe » – le Nürburgring accueille à nouveau, les années impaires à partir de 2009, le Grand Prix automobile d'Allemagne en alternance avec le circuit d'Hockenheim, jusqu'après la course de 2013. À partir de 2014, seul le circuit d'Hockenheim accueille le Grand Prix d'Allemagne. Il faudra attendre à 2020 pour voir le retour du circuit dans le calendrier de la Formule 1 avec le Grand Prix de l'Eifel. Le tracé moderne accueille également de multiples événements internationaux, dont les 1 000 kilomètres du Nürburgring dans le cadre des Le Mans Series.
En mars 2014, HIG Capital propose 70 millions d'euros pour le rachat du circuit et des infrastructures attenantes. Capricorn Group, un fournisseur de pièces du monde du sport automobile, surenchérit et achète le circuit 100 millions d'euros. Capricorn Group emporte ainsi la totalité des lots mis aux enchères : le circuit moderne, le circuit historique, les hôtels et le parc d'attractions.

## Autres configurations

### Nordschleife
Surnommée « L'enfer vert », la Nordschleife (« Boucle Nord » en français) représente la partie principale du tracé originel du Nürburgring. Elle a accueilli notamment le Grand Prix d'Allemagne, épreuve du Championnat du monde de Formule 1, jusqu'en 1976. Comptant pas moins de 176 virages sur plus de vingt kilomètres, le circuit est ouvert au public tout au long de l'année.
Le circuit fut abandonné par la Formule 1 après le Grand Prix d'Allemagne 1976 et par la moto de vitesse après le Grand Prix d'Allemagne 1980.
En 2007, et pour la première fois depuis 1976, une F1 a roulé sur la Nordschleife, Nick Heidfeld réalisant deux tours de démonstration au volant de sa BMW Sauber.
Le Nordschleife a la réputation d'être le circuit le plus exigeant au monde. Il mesure aujourd'hui 20,832 km de long et présente pas moins de 73 virages « officiels », 33 gauches et 40 droits. On y trouve des montées à 16 % et des descentes à 11 %. Dans les années 1960 et 1970, les Formule 1 décollaient des quatre roues plusieurs fois par tour sur des bosses comme Flugplatz. Le record du tour sur ce tracé a été établi en 1983 par l'Allemand Stefan Bellof, au volant d'une Porsche 956, en 6 min 11 s 130.
Le 29 juin 2018, le record est battu par Timo Bernhard au volant d'un prototype Porsche 919 Hybrid Evo, basé sur une Porsche 919 Hybrid en 5 min 19 s 546.
Le point le plus haut du circuit est situé à 620 mètres d'altitude sur la ligne droite des stands, le point le plus bas étant de 320 mètres, à Breidscheid.

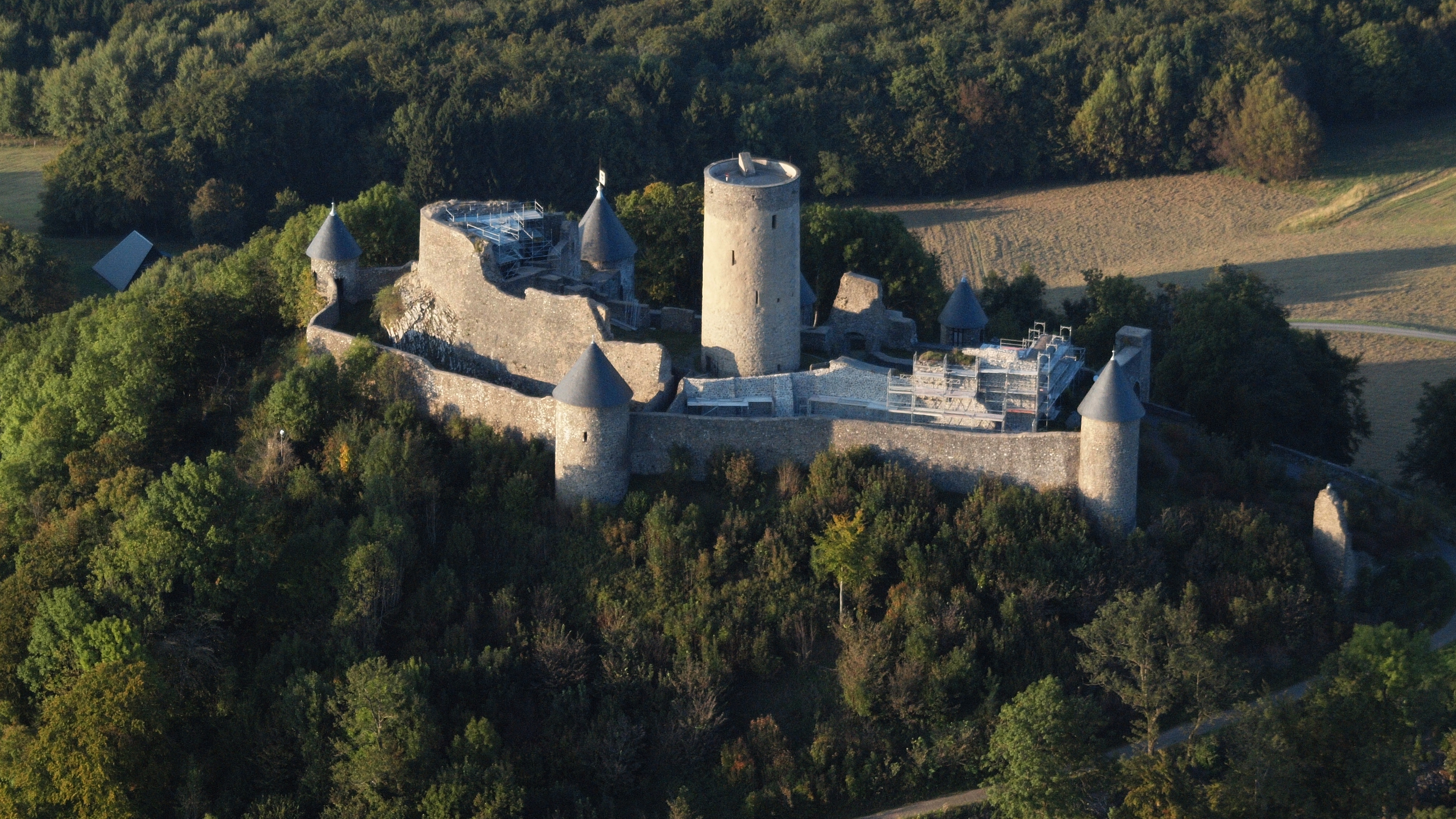
Le donjon du château de Nürburg.

### Gesamtstrecke
Ce circuit comporte la quasi-totalité du tracé du Nürburgring hormis quelques chicanes, telles que la MercedesArena.
Ce tracé est utilisé pour les 24 Heures du Nürburgring.
À partir de 2015, il est utilisé pour une manche du WTCC .

### Circuit court
Le Circuit court du Nürburgring est une version raccourcie du circuit Grand Prix, elle-même version raccourcie de la Gesamstrecke. Ce tracé accueille le DTM et ses courses supports telles que la Formule 3 européenne.

## Anciens tracés

### Südschleife
La Südschleife (« Boucle Sud » en français) fut construite entre 1925 et 1927, à la même époque que la Nordschleife. Les Südschleife et Nordschleife partageaient un tronçon commun, la ligne droite des stands, qui permettait de joindre les deux tracés ; le Nürburgring proposait alors dans cette configuration « intégrale » un développement de plus de 28 kilomètres. Cette particularité interdisait en revanche l'utilisation simultanée des deux boucles.
Ouverte en 1927, la Südschleife ne fut que rarement utilisée durant ses dernières années et fut en partie détruite lors de la construction du circuit moderne du Nürburgring au début des années 1980. Aujourd'hui, seules de petites portions du tracé d'origine subsistent.

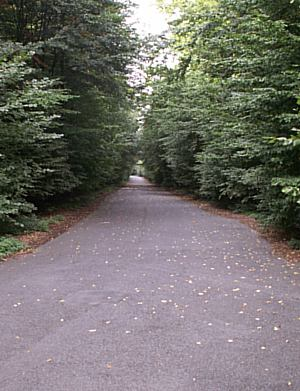
Vestiges de la piste, en 2006.

## Palmarès

### Automobile
| Année | Vainqueur                          | Voiture          | Catégorie | Épreuve          | Résultats |
| ----- | ---------------------------------- | ---------------- | --------- | ---------------- | --------- |
| 1927  | Rudolf Caracciola                  | Mercedes         | Sport     | GP de l'Eifel    | Résultats |
| 1927  | Otto Merz                          | Mercedes         | Sport     | GP d'Allemagne   | Résultats |
| 1928  | Otto Spandel                       | Steyr            | Sport     | GP de l'Eifel    | Résultats |
| 1928  | Rudolf Caracciola Christian Werner | Mercedes         | Sport     | GP d'Allemagne   | Résultats |
| 1929  | W. Bartsch                         | Amilcar          | Sport     | GP de l'Eifel    | Résultats |
| 1929  | Louis Chiron                       | Bugatti          | FGP       | GP d'Allemagne   | Résultats |
| 1930  | Heinrich-Joachim von Morgen        | Bugatti          | FGP       | GP de l'Eifel    | Résultats |
| 1931  | Rudolf Caracciola                  | Mercedes         | FGP       | GP de l'Eifel    | Résultats |
| 1931  | Rudolf Caracciola                  | Mercedes         | Sport     | GP d'Allemagne   | Résultats |
| 1932  | Rudolf Caracciola                  | Alfa Romeo       | FGP       | GP de l'Eifel    | Résultats |
| 1932  | Rudolf Caracciola                  | Alfa Romeo       | FGP       | GP d'Allemagne   | Résultats |
| 1933  | Tazio Nuvolari                     | Alfa Romeo       | FGP       | GP de l'Eifel    | Résultats |
| 1934  | Manfred von Brauchitsch            | Mercedes         | FGP       | GP de l'Eifel    | Résultats |
| 1934  | Hans Stuck                         | Auto Union       | FGP       | GP d'Allemagne   | Résultats |
| 1935  | Rudolf Caracciola                  | Mercedes         | FGP       | GP de l'Eifel    | Résultats |
| 1935  | Tazio Nuvolari                     | Alfa Romeo       | FGP       | GP d'Allemagne   | Résultats |
| 1936  | Bernd Rosemeyer                    | Auto Union       | FGP       | GP de l'Eifel    | Résultats |
| 1936  | Bernd Rosemeyer                    | Auto Union       | FGP       | GP d'Allemagne   | Résultats |
| 1937  | Bernd Rosemeyer                    | Auto Union       | FGP       | GP de l'Eifel    | Résultats |
| 1937  | Rudolf Caracciola                  | Mercedes         | FGP       | GP d'Allemagne   | Résultats |
| 1938  | Richard Seaman                     | Mercedes         | FGP       | GP d'Allemagne   | Résultats |
| 1939  | Hermann Lang                       | Mercedes         | FGP       | GP de l'Eifel    | Résultats |
| 1939  | Rudolf Caracciola                  | Mercedes         | FGP       | GP d'Allemagne   | Résultats |
| 1949  | Karl Kling                         | Veritas          | Sport     | GP de l'Eifel    | Résultats |
| 1950  | Alberto Ascari                     | Ferrari          | F2        | GP d'Allemagne   | Résultats |
| 1950  | Fritz Riess                        | AFM-BMW          | F2        | GP de l'Eifel    | Résultats |
| 1951  | Alberto Ascari                     | Ferrari          | F1        | GP d'Allemagne   | Résultats |
| 1951  | Paul Pietsch                       | Veritas          | F2        | GP de l'Eifel    | Résultats |
| 1952  | Alberto Ascari                     | Ferrari          | F2        | GP d'Allemagne   | Résultats |
| 1952  | Rudi Fischer                       | Ferrari          | F2        | GP de l'Eifel    | Résultats |
| 1953  | Giuseppe Farina                    | Ferrari          | F2        | GP d'Allemagne   | Résultats |
| 1953  | Toulo de Graffenried               | Maserati         | F2        | GP de l'Eifel    | Résultats |
| 1954  | Juan Manuel Fangio                 | Mercedes         | F1        | GP d'Allemagne   | Résultats |
| 1956  | Juan Manuel Fangio                 | Ferrari          | F1        | GP d'Allemagne   | Résultats |
| 1957  | Juan Manuel Fangio                 | Maserati         | F1        | GP d'Allemagne   | Résultats |
| 1958  | Tony Brooks                        | Vanwall          | F1        | GP d'Allemagne   | Résultats |
| 1960  | Joakim Bonnier                     | Porsche          | F2        | GP d'Allemagne   | Résultats |
| 1961  | Stirling Moss                      | Lotus-Climax     | F1        | GP d'Allemagne   | Résultats |
| 1962  | Graham Hill                        | BRM              | F1        | GP d'Allemagne   | Résultats |
| 1963  | John Surtees                       | Ferrari          | F1        | GP d'Allemagne   | Résultats |
| 1964  | John Surtees                       | Ferrari          | F1        | GP d'Allemagne   | Résultats |
| 1965  | Jim Clark                          | Lotus-Climax     | F1        | GP d'Allemagne   | Résultats |
| 1966  | Jack Brabham                       | Brabham-Repco    | F1        | GP d'Allemagne   | Résultats |
| 1967  | Denny Hulme                        | Brabham-Repco    | F1        | GP d'Allemagne   | Résultats |
| 1968  | Jackie Stewart                     | Matra-Ford       | F1        | GP d'Allemagne   | Résultats |
| 1969  | Jacky Ickx                         | Brabham-Ford     | F1        | GP d'Allemagne   | Résultats |
| 1971  | Jackie Stewart                     | Tyrrell-Ford     | F1        | GP d'Allemagne   | Résultats |
| 1972  | Jacky Ickx                         | Ferrari          | F1        | GP d'Allemagne   | Résultats |
| 1973  | Jackie Stewart                     | Tyrrell-Ford     | F1        | GP d'Allemagne   | Résultats |
| 1974  | Clay Regazzoni                     | Ferrari          | F1        | GP d'Allemagne   | Résultats |
| 1975  | Carlos Reutemann                   | Brabham-Ford     | F1        | GP d'Allemagne   | Résultats |
| 1976  | James Hunt                         | McLaren-Ford     | F1        | GP d'Allemagne   | Résultats |
| 1984  | Alain Prost                        | McLaren-TAG      | F1        | GP d'Europe      | Résultats |
| 1985  | Michele Alboreto                   | Ferrari          | F1        | GP d'Allemagne   | Résultats |
| 1995  | Michael Schumacher                 | Benetton-Renault | F1        | GP d'Europe      | Résultats |
| 1996  | Jacques Villeneuve                 | Williams-Renault | F1        | GP d'Europe      | Résultats |
| 1997  | Jacques Villeneuve                 | Williams-Renault | F1        | GP du Luxembourg | Résultats |
| 1998  | Mika Häkkinen                      | McLaren-Mercedes | F1        | GP du Luxembourg | Résultats |
| 1999  | Johnny Herbert                     | Stewart-Ford     | F1        | GP d'Europe      | Résultats |
| 2000  | Michael Schumacher                 | Ferrari          | F1        | GP d'Europe      | Résultats |
| 2001  | Michael Schumacher                 | Ferrari          | F1        | GP d'Europe      | Résultats |
| 2002  | Rubens Barrichello                 | Ferrari          | F1        | GP d'Europe      | Résultats |
| 2003  | Ralf Schumacher                    | Williams-BMW     | F1        | GP d'Europe      | Résultats |
| 2004  | Michael Schumacher                 | Ferrari          | F1        | GP d'Europe      | Résultats |
| 2005  | Fernando Alonso                    | Renault          | F1        | GP d'Europe      | Résultats |
| 2006  | Michael Schumacher                 | Ferrari          | F1        | GP d'Europe      | Résultats |
| 2007  | Fernando Alonso                    | McLaren-Mercedes | F1        | GP d'Europe      | Résultats |
| 2009  | Mark Webber                        | Red Bull-Renault | F1        | GP d'Allemagne   | Résultats |
| 2011  | Lewis Hamilton                     | McLaren-Mercedes | F1        | GP d'Allemagne   | Résultats |
| 2013  | Sebastian Vettel                   | Red Bull-Renault | F1        | GP d'Allemagne   | Résultats |
| 2020  | Lewis Hamilton                     | Mercedes         | F1        | GP de l'Eifel    | Résultats |

### Moto
| Année | Vainqueur          | Moto      | Épreuve        |
| ----- | ------------------ | --------- | -------------- |
| 1927  | Graham Walker      | Sunbeam   | GP d'Allemagne |
| 1928  | Charlie Dodson     | Sunbeam   | GP d'Allemagne |
| 1929  | Henry Tyrell-Smith | Rudge     | GP d'Allemagne |
| 1930  | Graham Walker      | Rudge     | GP d'Allemagne |
| 1931  | Stanley Woods      | Norton    | GP d'Allemagne |
| 1955  | Geoff Duke         | Gilera    | GP d'Allemagne |
| 1958  | John Surtees       | MV Agusta | GP d'Allemagne |
| 1965  | Giacomo Agostini   | MV Agusta | GP d'Allemagne |
| 1968  | Giacomo Agostini   | MV Agusta | GP d'Allemagne |
| 1970  | Giacomo Agostini   | MV Agusta | GP d'Allemagne |
| 1972  | Giacomo Agostini   | MV Agusta | GP d'Allemagne |
| 1974  | Edmund Czihak      | Yamaha    | GP d'Allemagne |
| 1976  | Giacomo Agostini   | MV Agusta | GP d'Allemagne |
| 1978  | Virginio Ferrari   | Suzuki    | GP d'Allemagne |
| 1980  | Marco Lucchinelli  | Suzuki    | GP d'Allemagne |
| 1984  | Freddie Spencer    | Honda     | GP d'Allemagne |
| 1986  | Eddie Lawson       | Yamaha    | GP d'Allemagne |
| 1988  | Kevin Schwantz     | Suzuki    | GP d'Allemagne |
| 1990  | Kevin Schwantz     | Suzuki    | GP d'Allemagne |
| 1995  | Daryl Beattie      | Suzuki    | GP d'Allemagne |
| 1996  | Luca Cadalora      | Honda     | GP d'Allemagne |
| 1997  | Mike Doohan        | Honda     | GP d'Allemagne |

## Autres évènements
Le circuit a accueilli à trois reprises les championnats du monde de cyclisme sur route en 1927 (première édition ouverte aux professionnels), 1966 et 1978.
Depuis 1985 et à l'exception de 2015 et 2016, tous les ans en juin est organisé le festival de musique Rock am Ring qui s'étend en partie sur la ligne des stands du circuit.

## Accidents mortels
Cette liste regroupe les accidents mortels ayant eu lieu sur le circuit du Nürburgring, que ce soit des pilotes, des commissaires de course ou des spectateurs, tous tracés confondus (Nordschleife (N), Suüdschleife (S), Gesamtstrecke (G), circuit court (GP) ou l'Intégrale (I), à l'occasion d'une compétition officielle ou non.
| Nom                         | Date              | Qualité              | Tracé utilisé | Compétition                                                                           |
| --------------------------- | ----------------- | -------------------- | ------------- | ------------------------------------------------------------------------------------- |
| Čeněk Junek                 | 15 juillet 1928   | pilote               | N             | Großer Preis der Sportwagen (Bugatti Type 35B)                                        |
| Ernst von Halle             | 16 juillet 1928   | pilote               | N             | Großer Preis der Sportwagen                                                           |
| Wilhelm Heine               | 28 septembre 1929 | pilote               | I             | ADAC-Langstreckenfahrt für kompressorlose Tourenwagen über 8 Stunden                  |
| Heinrich-Joachim von Morgen | 28 mai 1932       | pilote               | N             | Grand Prix automobile d'Allemagne 1932 (Bugatti Type 51)                              |
| Emil Frankl                 | 3 juin 1934       | pilote               | N             | Grand Prix automobile d'Allemagne 1934 (Bugatti Type 35B)                             |
| Toni Babl                   | 19 juin 1936      | copilote de side-car | N             | Deutsche Motorradmeisterschaft (DKW 600)                                              |
| Hermann Schmitz             | 8 octobre 1936    | pilote               | N             | Essais privés (Mercedes-Benz 500K)                                                    |
| A. May                      | 11 juin 1937      | pilote               | N             | Deutsche Motorradmeisterschaft (Velocette 350)                                        |
| Ernst von Delius            | 26 juillet 1937   | pilote               | N             | Grand Prix automobile d'Allemagne 1937 (Auto Union Type C)                            |
| Alfred Morali               | août 1949         | pilote               | N             | Grand Prix moto d'Allemagne 1949                                                      |
| Theo Weißenberger           | 11 juin 1950      | pilote               | N             | XV Eifelrennen                                                                        |
| Inconnu                     | 19 août 1950      | médecin              | N             | Grand Prix automobile d'Allemagne 1950                                                |
| Günther Schlüter            | 20 août 1950      | pilote               | N             | Deutsche Formel 3 Meisterschaft (Scampolo 501)                                        |
| Inconnu                     | 20 août 1950      | spectateur           | N             | Deutsche Formel 3 Meisterschaft                                                       |
| Josef Hackenberg            | 25 mai 1952       | pilote               | N             | Championnat d'Allemagne de voitures de sport (Veritas RS)                             |
| Onofre Marimón              | 31 juillet 1954   | pilote               | N             | Grand Prix automobile d'Allemagne 1954 (Maserati 250F)                                |
| Inconnu                     | 3 octobre 1954    | pilote               | N             | ADAC-Rheinlandfahrt Sport und Tourenwagen                                             |
| Gustav Baumm                | 23 mai 1955       | pilote               | N             | Démonstration (Baumm I)                                                               |
| Ricardo Galvagni            | 25 juin 1955      | pilote               | N             | Grand Prix moto d'Allemagne 1955                                                      |
| Rudi Godin                  | 4 juillet 1955    | pilote               | N             | ADAC Rheinlandfahrt fur Motorräder                                                    |
| Viktor Spingler             | 29 août 1955      | pilote               | N             | ADAC Internationales 500 Kilometerrennen (Porsche 356)                                |
| Berni Thiel                 | 19 avril 1958     | pilote               | N             | Rallye Hanseat (Borgward Isabella)                                                    |
| Erwin Bauer                 | 3 juin 1958       | pilote               | N             | ADAC 1 000 Kilometer Rennen (Ferrari 250 TR58)                                        |
| Peter Collins               | 3 août 1958       | pilote               | N             | Grand Prix automobile d'Allemagne 1958 (Ferrari D246)                                 |
| Fausto Meyrat               | 9 juin 1959       | pilote               | N             | ADAC 1 000 Kilometer Rennen (Auto Union 1080)                                         |
| Erich Bode                  | 20 avril 1961     | pilote               | N             | XXIV Internationales ADAC-Eifelrennen (Formule Junior)                                |
| Michael Rader               | 14 juillet 1963   | pilote               | N             | 12 heures du Nürburgring                                                              |
| Günther Schneider           | 6 août 1963       | infirmier            | N             | Grand Prix automobile d'Allemagne 1963                                                |
| Brian Hetreed               | 29 mai 1964       | pilote               | N             | ADAC 1 000 Kilometer Rennen (Aston Martin DP214)                                      |
| Rudolf Wilhelm Moser        | 30 mai 1964       | pilote               | N             | ADAC 1 000 Kilometer Rennen (Porsche 904 GTS)                                         |
| Carel Godin de Beaufort     | 2 août 1964       | pilote               | N             | Grand Prix automobile d'Allemagne 1964 (Porsche 718)                                  |
| Honoré Wagner               | 23 mai 1965       | pilote               | N             | ADAC 1 000 Kilometer Rennen (Alfa Romeo Giulia TZ1)                                   |
| John Taylor                 | 7 août 1966       | pilote               | N             | Grand Prix automobile d'Allemagne 1966 (Brabham BT11)                                 |
| Inconnu                     | mai 1957          | policier             | N             |                                                                                       |
| Rainer Dangel               | 16 mai 1967       | pilote               | N             | Rallye (Opel Kadett)                                                                  |
| Inconnue                    | 5 août 1957       | spectatrice          | N             | AvD Rheinland-Pfalz Preis                                                             |
| Inconnu                     | août 1967         | spectateur           | N             | AvD Rheinland-Pfalz Preis                                                             |
| Inconnu                     | août 1967         | spectateur           | N             | AvD Rheinland-Pfalz Preis                                                             |
| Georges Berger              | 23 août 1967      | pilote               | N             | 84 Heures Marathon de la Route (Porsche 911)                                          |
| Ab Goedemans                | 30 août 1968      | pilote               | N             | ADAC 500 km-Rennen (Abarth 1000SP)                                                    |
| Erhard Rauh                 | juin 1969         | pilote               | N             | 3. Intern. ADAC 24 Stunden Nürburgring (NSU 1000 IT)                                  |
| Inconnu                     | 26 juillet 1969   | pilote               | N             | 1. ADAC Zuverlässigkeitsfahrt Nürburgring (Fiat 850)                                  |
| Gerhard Mitter              | 1er août 1969     | pilote               | N             | Grand Prix automobile d'Allemagne 1969 (BMW 269)                                      |
| Hans-Dieter Fröhle          | 17 avril 1970     | pilote               | N             | Formel Vau Unterstützung                                                              |
| Klaus Klein                 | 20 avril 1970     | pilote               | N             | V. Internationale ADAC-300-km-Rennen Nürburgring um den Goodyear Pokal (Porsche 911S) |
| Robin Fitton                | 2 mai 1970        | pilote               | N             | Grand Prix moto d'Allemagne 1970                                                      |
| Hans Laine                  | 30 mai 1970       | pilote               | N             | ADAC 1 000 Kilometer Rennen Nürburgring (Porsche 908/2)                               |
| Herbert Schultze            | 12 juillet 1970   | pilote               | N             | Großer Preis der Tourenwagen (Alfa Romeo GTAm)                                        |
| Dieter Hausmann             | 1er août 1970     | pilote               | S             | Karting                                                                               |
| Ulrich Ritkowski            | 6 septembre 1970  | pilote               | N             | Int. 500-KM-Eifelpokalrennen                                                          |
| Inconnue                    | 3 mai 1971        | spectatrice          | N             | Internationales ADAC automobile 1971                                                  |
| Walter Czadek               | 31 mai 1975       | pilote               | N             | Internationales ADAC 1 000 Kilometer Rennen (BMW 2002)                                |
| Alex Wittwer                | 2 avril 1976      | pilote               | N             | XI. ADAC Goodyear 300 (March 743)                                                     |
| Heinz Behrentin             | 3 juillet 1976    | pilote               | N             | 4. Straßenzuverlässigkeitsfahrt Deutsches Eck                                         |
| Ernst Raetz                 | 9 juillet 1976    | pilote               | N             | Formel Super Vau                                                                      |
| Bernd Hackenbert            | 23 avril 1977     | commissaire de piste | N             | Internationale ADAC-Ahr-Eifel-5-Stunden-Rennen-Nürburgring                            |
| Inconnu                     | 21 mai 1977       | pilote               | N             | 7. ADAC-Reinoldusfahrt für Motorräder                                                 |
| Corrado Antonello           | 16 juin 1979      | pilote               | N             | Laverda Drei Länderkampf Deutschland - Italien - Belgien                              |
| Klaus Bierth                | 8 juillet 1979    | commissaire de piste | N             | Internationales ADAC 4 Stunden Rennen                                                 |
| Herbert Müller              | 24 mai 1981       | pilote               | N             | 1 000 km von Nürburgring (Porsche 908/3-81)                                           |
| Hans-Dieter Blatzheim       | 14 août 1985      | pilote               | GP            | Essais privés (Porsche 917/10)                                                        |
| Hans Michael Kolb           | 10 mai 1986       | pilote               | GP            | Deutsche Motorradmeisterschaft                                                        |
| Wolfgang Offermann          | 26 juillet 1986   | pilote               | N             | Veedol-Cup (Opel Manta GTE)                                                           |
| Karl-Josef Römer            | 24 octobre 1986   | pilote               | N             | Veedol-Cup (Porsche Carrera SC)                                                       |
| Wolfgang Scholz             | 19 septembre 1998 | pilote               | G             | Veedol-Cup (Volkswagen Golf GTI)                                                      |
| Stefan Eickelmann           | 10 octobre 1998   | pilote               | G             | 22. DMV-250-Meilen-Rennen (BMW M3 E36)                                                |
| Oliver Perschke             | 6 août 1999       | pilote               | GP            | Deutsche Straßenmeisterschaft                                                         |
| Marc van den Brandeler      | 5 septembre 1999  | pilote               | GP            | Kuhmo Ferrari-Porsche Challenge (Porsche 993)                                         |
| Karl-Heinz Deusch           | 7 juillet 2000    | pilote               | GP            | 20. Internationales Oldtimer Festival Nürburgring (MG J12)                            |
| Carola Biehler              | 12 août 2000      | pilote               | G             | 6-Stunden-ADAC-Ruhr-Pokal Rennen (Ford Escort RS2000)                                 |
| Christian Peruzzi           | 25 mai 2001       | pilote               | G             | ADAC 24 h Rennen (Alfa Romeo 147 JTD)                                                 |
| Ulli Richter                | 4 août 2001       | pilote               | G             | 6-Stunden-ADAC-Ruhr-Pokal-Rennen (Porsche 996 GT3)                                    |
| Marc Theis                  | 6 mai 2002        | pilote               | GP            | Formel König                                                                          |
| Lutz Barthel                | 27 juin 2004      | pilote               | GP            | 22. Internationales Oldtimer Festival Nürburgring (BMW 328)                           |
| Hansruedi Portmann          | 27 septembre 2008 | pilote               | G             | ADAC Classic Trophy und Triumph Competition (Ford Mustang)                            |
| Leo Löwenstein              | 24 avril 2010     | pilote               | G             | 52. ADAC ACAS H&R-Cups (Aston Martin Vantage)                                         |
| Wolf Silvester              | 22 juin 2013      | pilote               | G             | 44. Adenauer ADAC Simfy Trophy (Opel Astra OPC)                                       |
| Andy Gehrmann               | 28 mars 2015      | spectateur           | G             | 61. ADAC Westfalenfahrt                                                               |

## Jeux vidéo
Le circuit du Nürburgring, dans sa version originale ou moderne, est présent dans de nombreux jeux vidéo, tels que :
- Angel Nieto Pole 500, 1990
- Assetto Corsa, 2013
- Assetto Corsa Competizione, 2018
- Automobilista 2, 2020
- BMW M3 Challenge, 2007
- Enthusia: Professionnal Racing, 2005
- F1 2000, 2000
- F1 2009, 2009
- F1 2011, 2011
- F1 2013, 2013
- F1 Challenge 99-02, 2003
- F1 Manager 2001, 2001
- F1 Manager Professionnal, 1997
- F1 Online: The Game, 2012
- F1 Racing Championship, 2000
- F355 Challenge, 1999
- Ferrari Challenge: Trofeo Pirelli, 2008
- Formula 1, 1996
- Formula 1 97, 1997
- Formula 1 98, 1998
- Formula BMW Racing Game 2003, 2003
- Formula One, 1985
- Formula One Championship Edition, 2006
- Forza Motorsport, 2005
- Forza Motorsport 2, 2007
- Forza Motorsport 3, 2009
- Forza Motorsport 4, 2011
- Forza Motorsport 5, 2013
- Forza Motorsport 6, 2015
- Forza Motorpsort 6: Apex, 2016
- Forza Motorsport 7, 2017
- Forza Motorsport , 2024
- Gran Turismo 4, 2004
- Gran Turismo 5, 2010
- Gran Turismo 6, 2013
- Gran Turismo 7, 2022
- Gran Turismo, 2009
- Gran Turismo Sport, 2017
- Grand Prix Legends, 1998
- GT Legends, 2005
- GTR Evolution, 2008
- Hot Wheels: Williams F1 Team Racing, 2002
- iRacing, 2015
- Manx TT Superbike, 1995
- Mercedes-Benz Truck Racing, 2000
- Monaco Grand Prix: Racing Simulation 2, 1998
- Need for Speed: Shift, 2009
- Need for Speed Shift 2: Unleashed, 2011
- Project CARS, 2013
- Project CARS 2, 2017
- Project CARS 3, 2020
- Project Gotham Racing 2, 2003
- Project Gotham Racing 3, 2005
- Project Gotham Racing 4, 2006
- Race Driver: GRID, 2008
- RaceRoom Racing Experience, 2012
- Real Racing 3, 2013
- RFactor 2, 2012
- Ride 2, 2015
- SBK X: Superbike World Championship, 2010
- Scirocco R 24h Racing Challenge, 2009
- TOCA Race Driver, 2002
- TOCA Race Driver 2, 2004
- TOCA Race Driver 3, 2006
- TOCA World Touring Cars, 2000
- Tourist Trophy: The Real Riding Simulator, 2006
- World of Speed, 2016
- World Record Ute, 2013